# Дві копійки (монета Російської імперії)
Дві копійки (рос. дореф. Двѣ копѣйки) — мідна розмінна монета Російської імперії яка була в обігу до 1917 року. Цей номінал зберігся і після розпаду імперії увійшовши в грошовому обігу СРСР, а після і його розпаду у 1991 році залишився в деяких державах що утворилися на його уламках, зокрема в Україні та Білорусі.
Монета номіналом дві копійки дорівнювала 1/50 рубля.

## Історія
У 1654 році в Московії з'явився мідний гріш, який дорівнював двом копійкам. У XVIII — початку XIX ст. гріш називали монету в 2 копійки.
У XVIII — початку XIX століття монету у дві копійки (або 4 деньги) називали грошем.
З 1815 року у зв'язку з включенням Царства Польського до складу Російської імперії польський злотий був прирівняний до 15 імперських копійок, а польський грош (1/30 злотого) став дорівнювати 1/2 копійки.
Після грошової реформи Є. Ф. Канкріна (1839—1843) грошом стали називати деньгу в зв'язку з випуском двомовних російсько-польських монет (польський грош дорівнювався до 1/2 копійки). У цей час з'являється назва монети номіналом 2 копійки — «семішник». В ході реформи було вилучено з обігу остаточно знецінені асигнації, курс яких був примусово встановлений до срібного рубля як 3,50: 1. Разом з асигнаціями були вилучені з обігу і мідні монети, курс яких був прив'язаний до асигнацій.
Нові мідні монети поважчали і стали повноцінним розмінним засобом при срібному рублі, в зв'язку з чим на їх реверсі було позначено не тільки несла не тільки номінал, але і напис «сріблом» (рос. дореф. серебромъ), що відображало ідентичність курсів срібних і мідних монет. Виходячи з курсу нові дві копійки відповідали семи старим.
У 1867 році, за правління імператора Олександра ІІ було змінено дизайн монет. На аверсі монети з'явилися написи які вказують на державну належність та матеріал монети «Мѣдная россійская монета», а також дублювався номінал монети «Двѣ копѣйки». Цей оновлений вигляд монети зберігали і при наступних імператорах Олександрі ІІІ (правив у 1881-1894) та Миколі ІІ (правив у 1894 –1917).
У 1917 році Російська імперія припинила своє існування.
У 1924 році у СРСР почалося карбування власних мідних та срібних монет (з 1921 року карбувалися срібні монети РРФСР) за стопою монет Російської імперії. Монета номіналом у дві копійки відповідала розмірами та вагою до старих імперських монет. У 1926 році було змінено дизайн монет, вони почали карбуватися за новою стопою. Змінився їх діаметр, товщина та вага. Остаточний зв'язок зі старими імперськими монетами було розірвано.